# 海上保安庁の隊等一覧
以下は、海上保安庁の部隊の一覧である。

## 概要
特殊救難隊
第三管区海上保安本部の羽田特殊救難基地に編成されている。
機動防除隊
第三管区海上保安本部の横浜機動防除基地に編成されている。
特殊警備隊
第五管区海上保安本部の大阪特殊警備基地に編成されている。
特別警備隊
各管区の警備実施等強化巡視船に編成されている。
音楽隊
本庁に編成されている。